# Judith Durham
Judith Mavis Durham (nacida Cock; Melbourne, 3 de julio de 1943-Melbourne, 5 de agosto de 2022) fue una cantante, compositora y música australiana que se convirtió en la cantante principal del grupo de música popular australiana The Seekers en 1963.
Posteriormente, el grupo se convirtió en el primer grupo australiano de música pop que alcanzó un gran éxito de ventas y de listas en el Reino Unido y Estados Unidos, y ha vendido más de 50 millones de discos en todo el mundo. Durham dejó el grupo a mediados de 1968 para seguir su carrera en solitario. En 1993, Durham comenzó a realizar grabaciones y actuaciones esporádicas con The Seekers, aunque sigue siendo principalmente una intérprete en solitario. El 1 de julio de 2015, fue nombrada Victoriana del Año por sus servicios a la música y a una serie de organizaciones benéficas.

## Primeros años
Durham nació como Judith Mavis Cock el 3 de julio de 1943 en Essendon, Victoria, hija de William Alexander Cock DFC, navegante y explorador de la Segunda Guerra Mundial, y de su esposa, Hazel (de soltera Durham). Desde su nacimiento hasta 1949, vivió en Mount Alexander Road, Essendon, y asistió a la Escuela Primaria de Essendon. Pasaba las vacaciones de verano en la casa de madera de su familia (que ya ha sido demolida) en el lado oeste de Durham Place, en Rosebud.
Su padre aceptó trabajar en Hobart, Tasmania, en 1949. Desde principios de 1950, la familia vivió en Taroona, un suburbio de Hobart, donde Durham asistió a la Escuela Fahan antes de volver a Melbourne, residiendo en Georgian Court, Balwyn, en 1956. Se educó en la Ruyton Girls' School Kew y luego se matriculó en el RMIT.
En un principio, Durham pensaba ser pianista y obtuvo el título de Asociada en Música, Australia (AMusA), en piano clásico en el Conservatorio de la Universidad de Melbourne. Tuvo algunos compromisos profesionales tocando el piano y también recibió formación vocal clásica e interpretó piezas de blues, gospel y jazz. Su carrera como cantante comenzó una noche, a los 18 años, cuando preguntó a Nicholas Ribush, líder de la Banda de Jazz de la Universidad de Melbourne, en el Memphis Jazz Club de Malvern, si podía cantar con la banda. En 1963, empezó a actuar en el mismo club con los Jazz Preachers de Frank Traynor, utilizando el apellido de soltera de su madre, Durham. Ese año también grabó su primer EP, Judy Durham with Frank Traynor's Jazz Preachers, para W&G Records.

## The Seekers
The Seekers estaban formados por Durham, Athol Guy, Bruce Woodley y Keith Potger, un productor de radio de la ABC; gracias a la posición de Potger, los tres pudieron grabar una cinta de demostración en su tiempo libre. Esta fue entregada a W&G Records, que quería otra muestra de la voz de Durham antes de aceptar grabar un álbum de Jazz Preachers. En cambio, W&G contrató a The Seekers para un álbum, Introducing The Seekers, en 1963. (Potger no aparece en la portada del álbum porque no se le permitió tener un segundo trabajo). Sin embargo, Durham grabó otras dos canciones con los Jazz Preachers, "Muddy Water" (que apareció en su álbum Jazz From the Pulpit) y "Trombone Frankie" (una versión adaptada de "Trombone Cholly" de Bessie Smith).
A principios de 1964, The Seekers se embarcó hacia el Reino Unido en el S.S. Fairsky, en el que el grupo se encargó de la animación musical. Originalmente habían planeado regresar después de diez semanas, pero recibieron un flujo constante de contrataciones a través de la Agencia Grade porque habían enviado a la agencia una copia de su primer álbum. El 4 de noviembre de 1964, en los estudios Abbey Road de EMI, The Seekers grabaron "I'll Never Find Another You", compuesta y producida por Tom Springfield, y que se publicó en diciembre de 1964. En febrero de 1965, la canción alcanzó el número uno en el Reino Unido y Australia, mientras que su grabación de 1966 de "Georgy Girl" de Springfield y Jim Dale (de la película del mismo nombre) alcanzó el número dos (lista Billboard) y el número uno (lista Cashbox) en los Estados Unidos.
El 12 de marzo de 1967, The Seekers establecieron un récord oficial de todos los tiempos en Australia cuando más de 200.000 personas (casi una décima parte de la población total de la ciudad en ese momento) acudieron a su actuación en el Sídney Myer Music Bowl de Melbourne (Australia). Su especial de televisión The Seekers Down Under consiguió la mayor audiencia televisiva de la historia (con un índice de audiencia de 67), y a principios de 1968 se les concedió el máximo galardón de la nación como "Australianos del Año 1967". Durante una gira por Nueva Zelanda en febrero de 1968, Durham comunicó al grupo que dejaba The Seekers y posteriormente lo abandonó en julio de 1968.

## Carrera en solitario

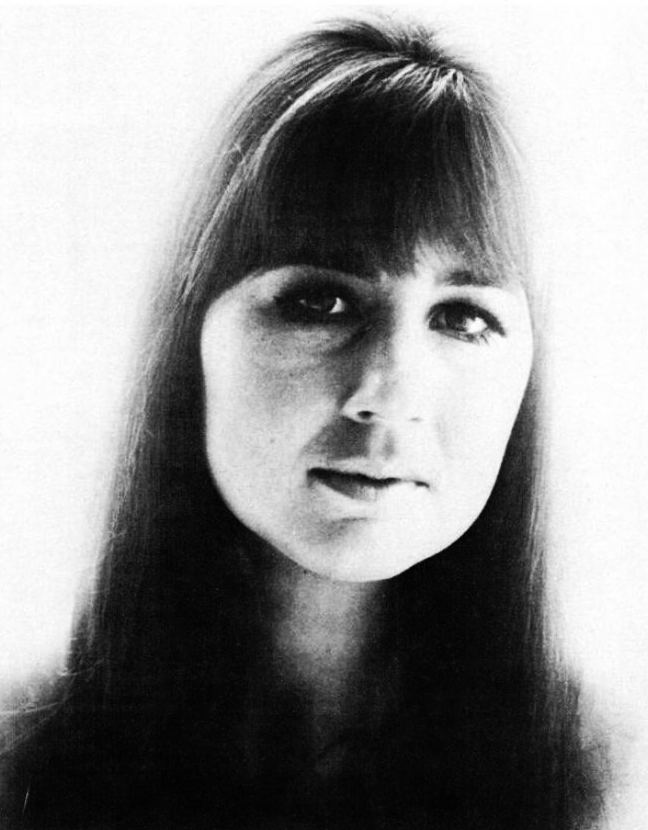
Judith Durham en la publicidad del álbum "Gift Of Song" (1970).

Durham regresó a Australia en agosto de 1968 y su primer especial de televisión en solitario, "An Evening with Judith Durham", se emitió en la cadena Nine Network en septiembre. A lo largo de su carrera en solitario publicó los álbumes For Christmas with Love, Gift of Song y Climb Ev'ry Mountain. En 1970 realizó en Londres el especial de televisión Meet Judith Durham, que terminó con su interpretación de "When You Come to the End of a Perfect Day" de Carrie Jacobs-Bond (1862-1946).
En 1975, Judith interpretó el papel de Sarah Simmonds, una artista de tipo burlesco, en "The Golden Girl", un episodio de la serie de televisión australiana Cash and Co. Ambientado en los campos de oro australianos del siglo XIX, este episodio también contó con la participación del marido de Durham, Ron Edgeworth, al piano. Ella interpretó seis canciones, entre ellas "Oh Susanna", "When Starlight Fades", "Maggie Mae", "Rock Of Ages", "There's No Place Like Home" y "The Lord Is My Shepherd".
En 1987, Durham organizó una serie de conciertos en The Troubadour, Melbourne con Edgeworth, en los que interpretaron obras originales de ambos. Volvieron al año siguiente.
Se decidió entonces grabar The Australian Cities Suite y destinar todos los beneficios de la venta del CD al sector benéfico. En un principio, el álbum estaba previsto que saliera a la venta en octubre de 2008, pero finalmente se retrasó hasta abril de 2012. El proyecto iba a beneficiar a organizaciones benéficas como la Asociación de Enfermedades Motoras Neuronales de Australia (Durham es patrona nacional) y la Orquesta Victoria, además de otras organizaciones benéficas que se benefician del Fondo Benéfico del Alcalde o de su red nacional afiliada United Way.
En el año 2000, Durham se rompió la cadera y no pudo cantar The Carnival is Over en la ceremonia de clausura de los Juegos Olímpicos de 2000 en Sídney con los Seekers. Sin embargo, poco después la cantó desde una silla de ruedas en los Juegos Paralímpicos de 2000.
En 2003, Durham realizó una gira por el Reino Unido en "The Diamond Tour" para celebrar su 60.º cumpleaños. La gira incluyó el Royal Festival Hall y se publicó un CD y un DVD del concierto.
En 2006, Durham empezó a modernizar la música y las frases del himno nacional australiano, "Advance Australia Fair". Lo interpretó por primera vez en mayo de 2009 en el Federation Hall, St Kilda Road.
Se publicó en un CD sencillo. El 13 de febrero de 2009, Durham regresó por sorpresa al Myer Music Bowl cuando interpretó el número de cierre en el RocKwiz Salutes the Bowl - Sidney Myer Music Bowl 50th Anniversary con "The Carnival is Over". El 23 de mayo de 2009, Durham dio un concierto a capela de una hora en Melbourne como lanzamiento de su álbum Up Close and Personal.
En octubre de 2011, Durham firmó un contrato internacional exclusivo con Decca Records. George Ash, presidente de Universal Music Australasia, dijo: "Es un honor que Judith Durham se una a la maravillosa lista de artistas de Decca. Cuando piensas en las leyendas que han adornado el catálogo de Decca Records es el hogar perfecto para dar la bienvenida a Judith, y no podríamos estar más emocionados de trabajar con Judith no solo en sus nuevas grabaciones sino también en su increíble catálogo."
En junio de 2018, para celebrar el 75.º cumpleaños de Durham, se publicó una colección de 14 canciones inéditas en el álbum So Much More.

## Vida personal
El 21 de noviembre de 1969, Durham se casó con su director musical, el pianista británico Ron Edgeworth, en la iglesia Scots de Melbourne.
Vivieron en el Reino Unido y en Suiza hasta mediados de la década de 1980, cuando compraron una propiedad en Nambour, Queensland. En 1990, Durham, Edgeworth y su director de gira, Peter Summers, sufrieron un accidente de coche en la autopista Calder. El conductor del otro coche murió en el lugar y Durham sufrió una fractura en la muñeca y la pierna. La respuesta de sus fans hizo que Durham se planteara volver a reunirse con los demás miembros de los Seekers para un espectáculo de las Bodas de Plata. Durante este reencuentro, a Edgeworth se le diagnosticó una enfermedad motoneuronal. Murió el 10 de diciembre de 1994 con Durham a su lado.
A finales de la década de 1990, Durham fue acosada por una antigua presidenta de un club de fans de Judith Durham, una mujer que le enviaba docenas de felpudos por correo. La mujer fue posteriormente procesada, y más tarde fue encarcelada por otros delitos en serie.
En mayo de 2013, durante la gira Golden Jubilee de The Seekers, Durham sufrió un derrame cerebral que disminuyó su capacidad de leer y escribir, tanto el lenguaje visual como las partituras musicales. Durante su convalecencia avanzó en la reconstrucción de esas habilidades. Su capacidad para cantar no se vio afectada por el ictus.

### Fallecimiento
Durham nació con asma y a los cuatro años se contagió de sarampión, lo que le dejó una enfermedad pulmonar crónica de por vida, la bronquiectasia. Durham falleció a causa de esta enfermedad en el Hospital Alfred de Melbourne el 5 de agosto de 2022, a la edad de 79 años. El 6 de septiembre de 2022, el estado de Victoria le rindió un homenaje estatal en el Hamer Hall.